# 玉澤德一郎
玉澤德一郎（日语：／ Tamazawa Tokuichirō，1937年12月16日—）是一名前日本政治家，共擔任9期的眾議院議員、第56代防衛廳長官、第28、29代農林水產大臣。
出身於岩手縣下閉伊郡田老町（現在的宮古市），先後就讀岩手縣立盛岡第一高等學校、早稻田大學第二政治經濟學部政治學科，期間屬於早稻田大學雄辯會，並且公開表明了他對左翼運動的厭惡之情。其後修畢早稲田大学大学院政治学研究科修士課程之後，擔任奧州大學講師、富士大學助理教授、海部俊樹的秘書，1974年的第34屆日本眾議院議員總選舉中首次當選。和妻子育有兩子一女，長子玉澤正德也是政治家。
玉澤德一郎也是日本政壇有名的親台派，曾任日华议员恳谈会副会长。2017年在台北舉行的首屆「玉山論壇」上，他表示希望台灣『等到時機成熟時再宣布獨立，他相信合適的時機終會到來』。
2019年12月10日，玉澤德一郎因債務糾紛在日本東北部岩手縣盛岡市住家附近遭槍擊腿部，送醫後未危及生命。

## 荣誉

### 日本勋章奖章
- 旭日大绶章（2013年11月）

### 外国勋章奖章
- 大绶景星勋章（中华民国，2008年5月5日批准[3]，2008年5月5日于台北总统府颁发[4]）